# Zillebeke
Zillebeke är en ort i Belgien.   Den ligger i provinsen Västflandern och regionen Flandern, i den västra delen av landet, 100 km väster om huvudstaden Bryssel. Zillebeke ligger 27 meter över havet och antalet invånare är 2 182.
Terrängen runt Zillebeke är platt. Runt Zillebeke är det ganska tätbefolkat, med 222 invånare per kvadratkilometer.. Närmaste större samhälle är Ypern, 3,2 km nordväst om Zillebeke.
Trakten runt Zillebeke består till största delen av jordbruksmark.